# 120 Collins Street
120 Collins Street là một tòa nhà chọc trời nằm trên phố Collins của Melbourne, Úc. Được xây dựng từ năm 1989 đến năm 1991, công trình có chiều cao tổng cộng 264 m với 52 tầng lầu. Hai công ty thiết kế tòa nhà là Hassell và Daryl Jackson. 120 Collins Street hiện là nơi đặt văn phòng của nhiều tập đoàn tài chính lớn như Merrill Lynch, Rothschild, Standard & Poor's và Citigroup.